# Sulzemoos
Sulzemoos ist eine Gemeinde im westlichen Landkreis Dachau (Regierungsbezirk Oberbayern) direkt an der Bundesautobahn 8. Sie ist seit 1. Januar 2017 eine Einheitsgemeinde mit eigener Verwaltung, zuvor gehörte sie der Verwaltungsgemeinschaft Odelzhausen an.

## Gemeindegliederung
Es gibt 12 Gemeindeteile (in Klammern ist der Siedlungstyp angegeben):
- Eichenhof (Weiler)[4]
- Einsbach (Pfarrdorf)
- Haidhof (Weiler)
- Hilpertsried (Einöde)
- Lederhof (Einöde)
- Lindenhof (Einöde)
- Oberwinden (Einöde)
- Orthofen (Kirchdorf)
- Sulzemoos (Pfarrdorf)
- Unterwinden (Einöde)
- Wiedenzhausen (Kirchdorf)
- Ziegelstadel (Weiler)

Es gibt die Gemarkungen Einsbach, Sulzemoos und Wiedenzhausen.

## Geschichte

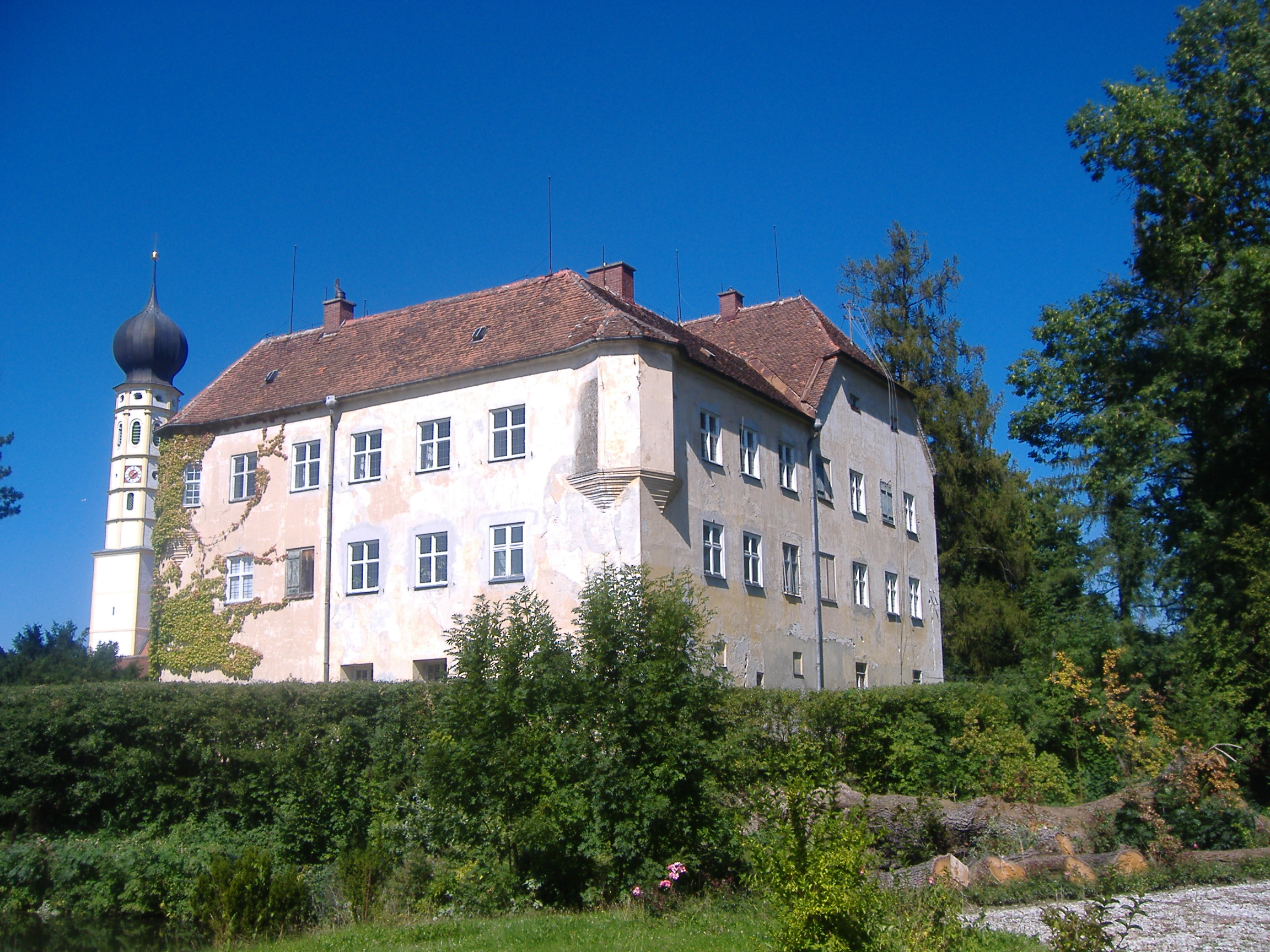
Schloss Sulzemoos

### Erstnennung
Der Ortsname wurde erstmals 820 als Sulzamos urkundlich erwähnt. Das althochdeutsche Wort sulza bedeutet „Salzwasser“ und mos bedeutet „Sumpf“ oder „Moos“, insgesamt bezieht sich der Name also auf den sumpfigen Boden mit saurem Gras.

### Hofmark
Sulzemoos gehörte den Freiherren von Geeböck. Der Ort war Teil des Herzogtums Bayern bzw. ab 1623 des Kurfürstentums Bayern und bildete eine geschlossene Hofmark, deren Sitz Sulzemoos war.

### Eingemeindungen
Im Zuge der Gebietsreform in Bayern wurden am 1. Mai 1978 die Gemeinden Einsbach und Wiedenzhausen eingegliedert. Ab 1. Mai 1978 bildete Sulzemoos zusammen mit den Gemeinden Odelzhausen und Pfaffenhofen an der Glonn die Verwaltungsgemeinschaft Odelzhausen; dieser Zusammenschluss wurde einvernehmlich zum 31. Dezember 2016 aufgelöst.

### Einwohnerentwicklung
Zwischen 1988 und 2018 wuchs die Gemeinde von 1850 auf 3099 um 1249 Einwohner bzw. um 67,5 % – der höchste prozentuale Anstieg im Landkreis im genannten Zeitraum.

## Politik

### Gemeinderat
- SPD 1 Sitz
- Wählergemeinschaft Sulzemoos 6 Sitze
- Wählergemeinschaft Wiedenzhausen 5 Sitze
- Freie Wählergemeinschaft Einsbach 3 Sitze
- Wählergemeinschaft Orthofen 1 Sitz

### Wappen
| | Blasonierung: „In Rot zwischen einem offenen silbernen Flug, der mit einem schwarzen Balken belegt ist, ein links gewendeter silberner Abtsstab, der mit einem silbernen Tatzenkreuz belegt ist.“ |
| Wappenbegründung: Die mit einem Balken belegten zwei Flügel (offener Flug) stammen aus dem Wappen der Familie Hund (Hundt) zu Lautterbach und erinnern an den berühmtesten Besitzer der Hofmark Sulzemoos, den Geschichtsschreiber und Hofratspräsidenten Wiguleus Hund. Er erwarb das Schloss Sulzemoos 1546; die Hofmarken Ober- und Untersulzemoos befanden sich bis 1638 im Besitz der Familie Hund. Der Abtsstab repräsentiert die bis 1978 selbstständige Gemeinde Einsbach und das Kloster Fürstenfeld, das von 1402 bis zur Säkularisation 1803 das Dorfgericht Einsbach bzw. die Hofmark Rottbach und Einsbach innehatte. Das silberne Kreuz, ein Attribut des heiligen Florian, steht im Wappen für die Florianskirche in Wiedenzhausen, einer ebenfalls bis 1978 eigenständigen Gemeinde. | |

## Baudenkmäler

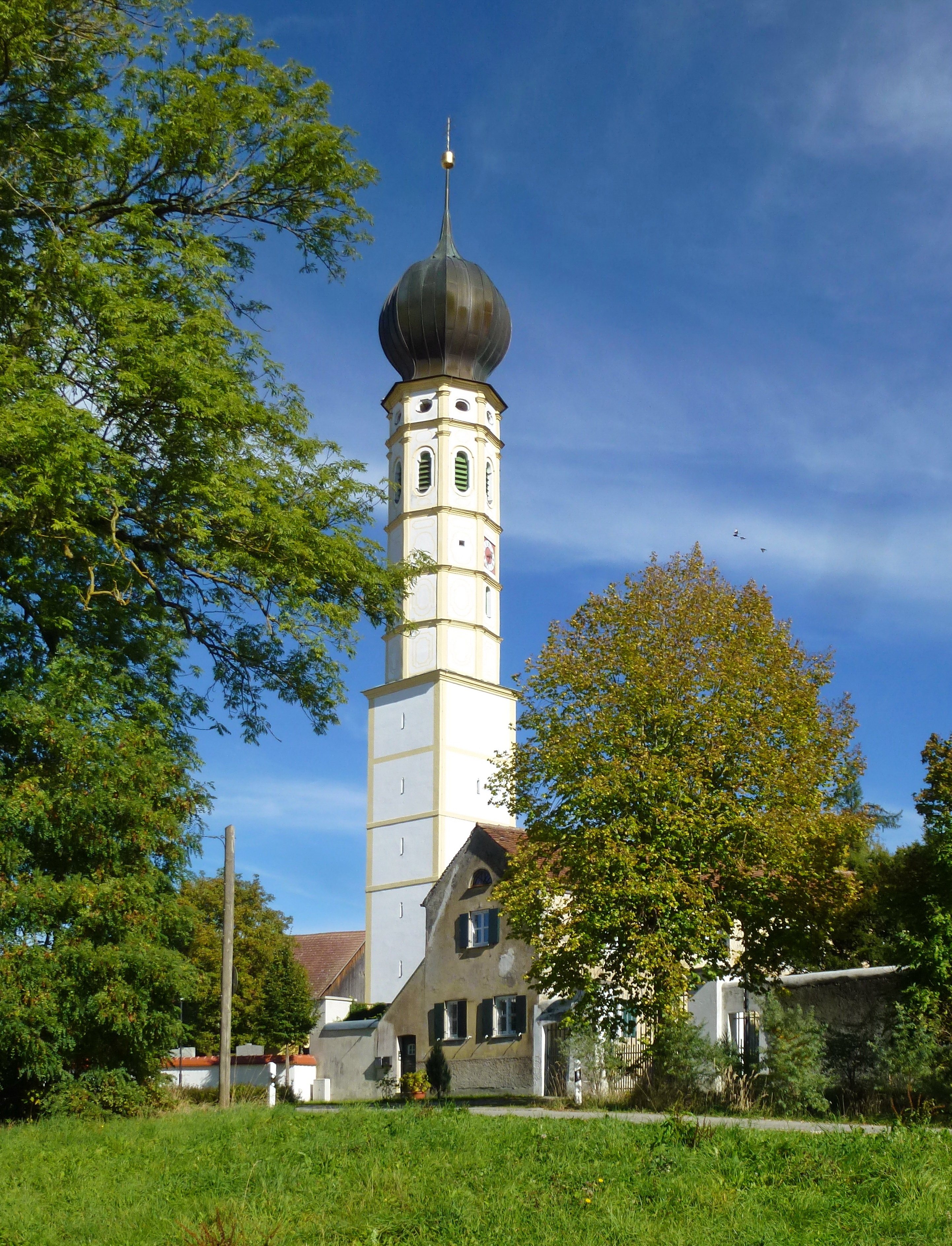
Katholische Pfarrkirche St. Johannes der Täufer. Ansicht von Südwesten

- Schloss Sulzemoos, Dreiflügelanlage um einen Hof, Ausbau um 1800
- Kirche St. Florian, Wiedenzhausen[12]

## Verkehr
Durch das Gemeindegebiet verläuft die Bundesautobahn 8; dort gibt es die Anschlussstelle Sulzemoos.
Sulzemoos liegt im Gebiet des Münchner Verkehrs- und Tarifverbundes. Die Buslinien 703 und 721 verbinden den Ort werktags mit der etwa 16 km entfernten Kreisstadt und dem Bahnhof Dachau an der Bahnstrecke München–Treuchtlingen, von wo aus die Linie S 2 der S-Bahn München in die Landeshauptstadt fährt. Die Buslinie 732 fährt werktags über die Autobahn 8 direkt zum etwa 23 km entfernten Fernbahnhof München-Pasing.
Die von Sulzemoos aus nächstgelegenen Bahnhöfe sind Maisach, etwa 10 km südlich an der Münchner S-Bahn-Linie 3 gelegen, und Erdweg, etwa 9 km nordöstlich von Sulzemoos an der Bahnstrecke Dachau–Altomünster, der S2.

## Persönlichkeiten

### Ehrenbürger

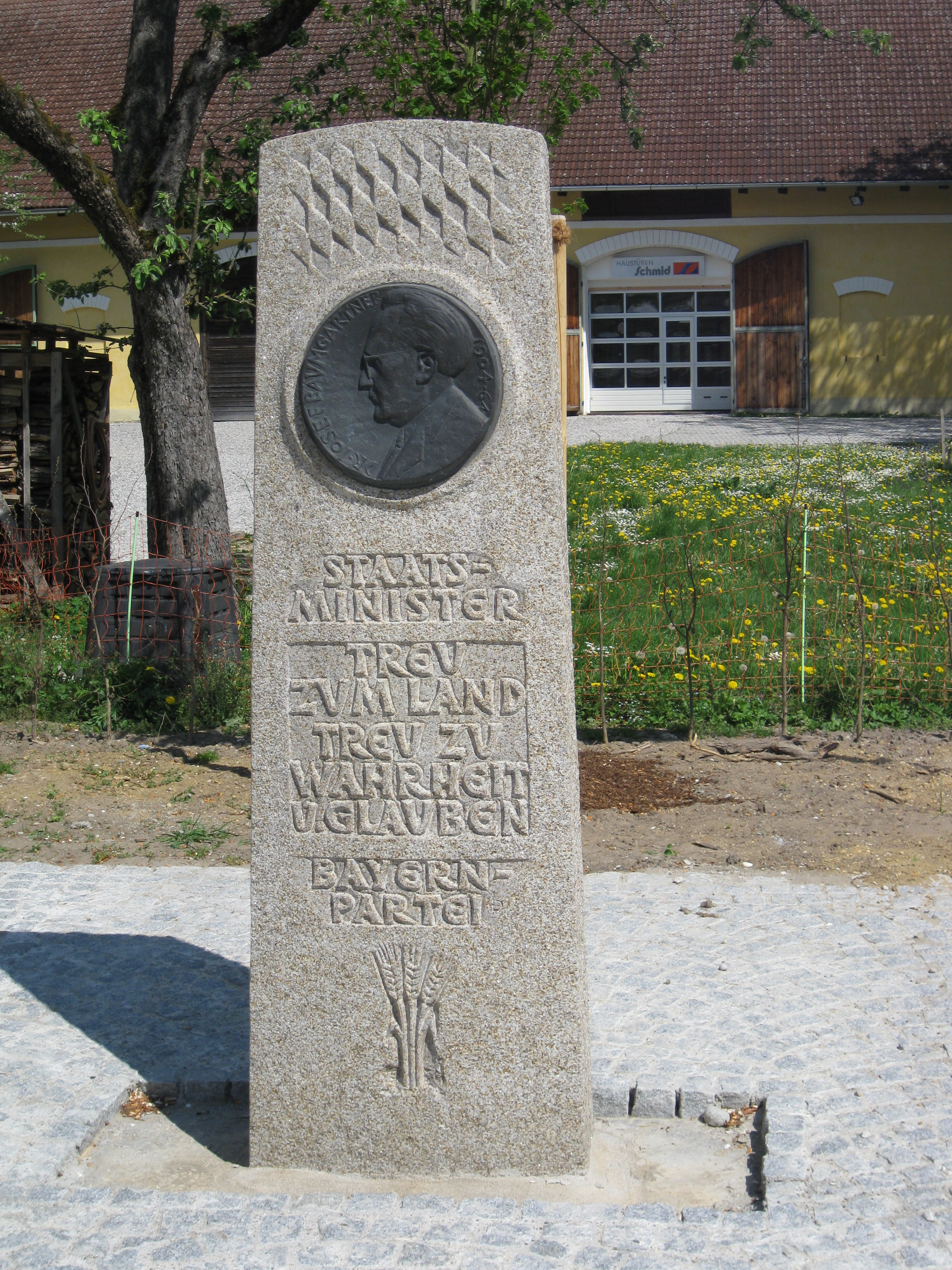
Denkmal für den Ehrenbürger und bayerischen Minister Joseph Baumgartner in Sulzemoos

- Wolfgang Lorenz Freiherr von Schaezler (1880–1967), Jurist, Gutsverwalter, kgl. Bayerischer Kämmerer und Major a. D.
- Sigfrid Freiherr von Schaezler (1881–1958),
- Joseph Baumgartner (1904–1964), bayerischer Politiker (Bayernpartei), MdB, MdL, Landesminister

### Söhne und Töchter der Gemeinde
- Hans Huber-Sulzemoos (* 21. März 1873 in Sulzemoos; † 7. März 1951 in München), Madonnenmaler

### Personen mit Bezug zu Sulzemoos
- Mathias Kneißl (* 12. Mai 1875 in Unterweikertshofen; lebte in der Schachermühle bei Sulzemoos; † 21. Februar 1902 in Augsburg), bayerischer Räuber